# Орыщенко, Алексей Сергеевич
Алексей Сергеевич Орыщенко (род. 20 марта 1946 года) — советский и российский учёный-материаловед, член-корреспондент РАН (2019).

## Биография
Родился 20 марта 1946 года.
В 1974 году — окончил Ленинградский механический институт.
С 1974 года по настоящее время — работает в ЦНИИ КМ «Прометей», пройдя путь от инженера до начальника лаборатории радиационного материаловедения, заместителя генерального директора (1997—2008) и директора (с 2008 года).
В 1985 году — защитил кандидатскую, а в 2008 году — докторскую диссертацию, посвященную разработке принципов легирования жаростойких жаропрочных сплавов на Fe-Cr-Ni основе и технологии производства из них литых изделий.
Заведующий базовой кафедрой «Функциональные материалы и технологии» Санкт-Петербургского государственного политехнического университета.
В 2019 году — избран член-корреспондентом РАН.

## Научная деятельность
Автор 247 научных трудов, из них 5 монографий, 71 авторских свидетельств и патентов, 3 учебных пособия, 1 открытие.
Основные научные результаты, полученные сотрудниками «Прометея»:
- разработал теоретические основы создания новых литейных жаропрочных жаростойких сплавов на основе Fe-Cr-Ni, технологий их фасонного литья, сварки для оборудования высокотемпературного пиролиза нефти;
- создал технологии коррозионностойких титановых и алюминиевых сплавов и материалов для корпусов атомных реакторов морского базирования и атомных электростанций;
- решил проблемы обеспечения строительства платформ, ледоколов и судов для Арктики экономнолегированными сталями высокой хладостойкости, свариваемости и коррозионной стойкости, разработал научные принципы их производства на базе прецизионных режимов термомеханической обработки.

Одна из последних разработок — создание оригинальной стали с элементами наноструктурирования, позволяющей повысить мощность ядерных реакторов на энергоблоках на 30-40 %.

## Награды
- Премия Правительства Санкт-Петербурга «за выдающиеся научные результаты в области науки и техники в 2021 году» в номинации «материаловедение — премия им. Д. К. Чернова» — за создание уникальных высокотемпературных коррозионностойких сплавов для нефтехимического оборудования, работающего при температурах свыше 1000 °C, при воздействии коррозионных сред и высоких статистических и циклических нагрузок (2021)[4]
- Орден Александра Невского (2017) — за большой вклад в развитие атомной отрасли и многолетнюю плодотворную научно-исследовательскую деятельность[5]
- Орден Почёта (2010)[6]
- Орден Дружбы (2024) — за большой вклад в развитие отечественной науки, многолетнюю плодотворную деятельность и в связи с 300-летием со дня основания Российской академии наук[7]
- Премия Правительства Российской Федерации в области науки и техники (в составе группы, за 2011 год) — за создание ресурсосберегающих технологий, оборудования и экономичного промышленного производства высокопрочных корпусных сталей и крупнотоннажных сварных металлоконструкций для серийного строительства перспективной морской техники[8]
- Заслуженный машиностроитель Российской Федерации (2000)[9]
- Почётный работник науки и техники Российской Федерации
- Почётный судостроитель Российской Федерации
- Медаль «В память 300-летия Санкт-Петербурга» (2003)
- Юбилейная медаль «300 лет Российскому флоту» (1996)
- Почётный знак «За заслуги перед Санкт-Петербургом» (2016)
- Знак отличия «За заслуги перед Санкт-Петербургом» (2014)